# آلفردو دوورخل
آلفردو دوورخل (اسپانیایی: Alfredo Duvergel‎؛ زادهٔ ۲ آوریل ۱۹۶۸) بوکسور اهل کوبا بود.